# Thermal Design Power
Thermal Design Power (TDP), lze přeložit jako navržený tepelný výkon. Tato hodnota představuje nejvyšší možný tepelný výkon, který musí chlazení počítače (CPU, GPU či jiné součástky) umět odvést. U elektrických čipů bez mechanicky se pohybujících částí se ztrátové teplo prakticky rovná spotřebované energii.

## Příklad
Kupříkladu chlazení CPU v notebooku může být navrženo na TDP = 20 W, to znamená, že dokáže odvést do okolního prostředí 20 W tepelné energie (ať již pomocí ventilátoru, pasivního vyzařování, přirozeného proudění vzduchu či všemi metodami naráz) a při tom teplota nepřesáhne kritické hodnoty specifikované pro konkrétní součástku (CPU, GPU, …) výrobcem.

## Definice a problémy
TDP typicky není úplně maximální výkon daného čipu (který může být dosažen pomocí tzv. power viru, což je typ viru, který se snaží procesor zatížit instrukcemi, které potřebují nejvíce energie[zdroj?]), ale výkon, který může být dosažen pomocí standardních aplikací. Maximální výkon se od udávaného může lišit typ od typu a výrobce od výrobce, protože každý si vykládá definici TDP po svém.

### Definice AMD[zdroj?]
Ku příkladu definice AMD říká: TDP je maximální proud, který CPU může odebírat na továrním napětí a frekvenci v nejhorších tepelných podmínkách. 

### Definice Intel[zdroj?]
Ovšem Intel má jinou definici:
Z datasheetu CPU s jádrem Northwood:
Číslo v tomto sloupci odráží doporučený bod a nesvědčí o maximálním výkonu, který může procesor vyzářit za nejhorších podmínek.
Pro jádra Prescott má ještě jiné vysvětlení:
TDP by mělo být použito jako cíl pro návrh chlazení pro daný CPU. TDP není maximální tepelný výkon, který může CPU vyzářit.
Pro jádra Conroe (Core 2 Duo) a novější již Intel stanovuje TDP jiným způsobem – společné pro více řad procesorů a značně nadsazené. Maximální teplo vyzářené procesory s jádry Sandy Bridge nezřídka není ani poloviční jako uváděná hodnota TDP. V případě nenáročných počítačových sestav bez samostatných grafických karet se tak snadno může stát, že je spotřeba celé počítačové sestavy (bez monitoru) nižší, než TDP použitého procesoru (tj spotřeba procesoru, základní desky, pevného disku, operační paměti, ventilátorů + ztráty ve zdroji).

## Závěr
TDP může být použito pro přibližné stanovení představy o tepelném výkonu daného čipu. Porovnávat například procesory AMD a Intel (nebo dokonce jiné série čipů od stejné firmy) pomocí TDP není možné z důvodu různého výkladu TDP obou firem. TDP také nic neříká o spotřebě procesoru při nízké zátěži (kancelářská práce, …) která je například u notebooků mnohem důležitější než spotřeba při plné zátěži. (Výpočetně náročné úlohy se dělají "na zásuvku", v "terénu" se spíše zajímáme o výdrž při psaní v textovém procesoru, čtení e-mailů a prohlížení webových stránek.)